# Liste der Kulturgüter in Port
Die Liste der Kulturgüter in Port enthält alle Objekte in der Gemeinde Port im Kanton Bern, die gemäss der Haager Konvention zum Schutz von Kulturgut bei bewaffneten Konflikten, dem Bundesgesetz vom 20. Juni 2014 über den Schutz der Kulturgüter bei bewaffneten Konflikten sowie der Verordnung vom 29. Oktober 2014 über den Schutz der Kulturgüter bei bewaffneten Konflikten unter Schutz stehen.
Es sind weder A-Objekte noch B-Objekte auf dem Gemeindegebiet ausgewiesen, Objekte der Kategorie C fehlen zurzeit (Stand: 2. April 2024). Unter übrige Baudenkmäler sind Objekte zu finden, die im Bauinventar des Kantons Bern als «schützenswert» verzeichnet sind.

## Übrige Baudenkmäler
Hinweis: Als Objekt-Identifikator (ID) wird die Grundstücksnummer verwendet.
| ID  | Foto |                                                                       | Objekt                                                      | Typ | Standort                          | Beschreibung                                                                      |
| --- | ---- | --------------------------------------------------------------------- | ----------------------------------------------------------- | --- | --------------------------------- | --------------------------------------------------------------------------------- |
| 6   | ja   | Datei hochladen · Wikidata zu Ehemalige Friedhofskapelle (Q112066618) | Ehemalige Friedhofskapelle (1825/26)                        | G   | Huebstrasse 9 585144 / 218482     |                                                                                   |
| 6   | ja   | Datei hochladen                                                       | Obelisk des Grabmals von Bundesrat Ulrich Ochsenbein (1895) | K   | Huebstrasse N.N. 585161 / 218546  |                                                                                   |
| 78  | ja   | Datei hochladen                                                       | Spittelbrunnen (1786)                                       | K   | Lohngasse N.N.2 586133 / 218464   |                                                                                   |
| 223 | ja   | Datei hochladen                                                       | Bellevuegut-Brunnen (frühes 19. Jh.)                        | K   | Hauptstrasse N.N. 585272 / 218583 |                                                                                   |
| 248 | ja   | Datei hochladen                                                       | Abdankungshalle (um 1940)                                   | G   | Huebstrasse 7 585160 / 218599     |                                                                                   |
| 367 | BW   | Datei hochladen                                                       | Villa (1965/66)                                             | G   | Waldrain 8 585779 / 217649        |                                                                                   |
| 963 | ja   | Datei hochladen · Wikidata zu Regulierwehr Port (Q2138824)            | Regulierwehr Port (1936–1939)                               | G   | Lohngasse N.N.1 586229 / 218666   | Objekt liegt hälftig auf dem Gemeindegebiet von Port (ID 963) und Brügg (ID 1780) |

Hinweis zur Legende: Anstelle der KGS-Nummer wird als Objekt-Identifikator (ID) die Grundstücksnummer verwendet.